# Schieß-Europameisterschaften 300 Meter 1983
Die 4. ISSF Schieß-Europameisterschaften 300 Meter 1983, fanden vom 15. bis 19. Juni 1983 in Oslo, Norwegen für die Disziplin Gewehr auf die 300-Meter-Distanz statt. Es nahmen 22 Athleten aus sieben Ländern teil.

## Ergebnisse
| Wettbewerb                                 | Gold                                                            | Gold     | Silber                                                | Silber   | Bronze                                                          | Bronze   |
| ------------------------------------------ | --------------------------------------------------------------- | -------- | ----------------------------------------------------- | -------- | --------------------------------------------------------------- | -------- |
| 300 m Gewehr Dreistellungskampf            | Viktor Danilchenko                                              | 1159     | Kalle Leskinen                                        | 11565    | Geir Skirbekk                                                   | 1153     |
| 300 m Gewehr Dreistellungskampf Mannschaft | SowjetunionViktor Danilchenko Gennady Lushchikov Wiktor Wlassow | 3461     | FinnlandKalle Leskinen Mauri Röppänen Tapio Kajan     | 3444     | NorwegenGeir Skirbekk Harald Stenvaag Kåre Inge Viken           | 3432     |
| 300 m Standardgewehr                       | Mauri Röppänen                                                  | 575      | Malcolm Cooper                                        | 572      | Igor Medoyev                                                    | 571      |
| 300 m Standardgewehr Mannschaft            | SowjetunionViktor Danilchenko Igor Medoyev Wiktor Wlassow       | 1709     | FinnlandKalle Leskinen Mauri Röppänen Pentti Teirioja | 1691     | SchweizMartin Billeter Beat Carabin Pierre-Alain Dufaux         | 1676     |
| 300 m Gewehr kniend                        | Viktor Danilchenko                                              | 396      | Werner Seibold                                        | 390      | Kalle Leskinen                                                  | 386      |
| 300 m Gewehr kniend Mannschaft             | SowjetunionViktor Danilchenko Gennady Lushchikov Wiktor Wlassow | 1164     | FinnlandKalle Leskinen Mauri Röppänen Tapio Kajan     | 1156     | DeutschlandWerner Seibold Ulrich Lind Rudolf Krenn              | 1150     |
| 300 m Gewehr stehend                       | Pierre-Alain Dufaux                                             | 373      | Geir Skirbekk                                         | 372 (18) | Malcolm Cooper                                                  | 372 (16) |
| 300 m Gewehr stehend Mannschaft            | SchweizPierre-Alain Dufaux Bernhard Suter Beat Carabin          | 1111     | NorwegenGeir Skirbekk Harald Stenvaag Kåre Inge Viken | 1110     | SowjetunionGennady Lushchikov Wiktor Wlassow Viktor Danilchenko | 1109     |
| 300 m Gewehr liegend                       | Kalle Leskinen                                                  | 595 (26) | Anton Müller                                          | 595 (23) | Bengt Andersson                                                 | 594      |
| 300 m Gewehr liegend Mannschaft            | SchweizAnton Müller Martin Billeter Pierre-Alain Dufaux         | 1778     | FinnlandKalle Leskinen Tapio Kajan Mauri Röppänen     | 1772     | SowjetunionIgor Medoyev Gennady Lushchikov Yury Revutsky        | 1771     |

## Medaillenspiegel
| Platz  | Land                   | Gold | Silber | Bronze | Gesamt |
| ------ | ---------------------- | ---- | ------ | ------ | ------ |
| 01     | Sowjetunion            | 5    | —      | 3      | 8      |
| 02     | Schweiz                | 3    | 1      | 1      | 5      |
| 03     | Finnland               | 2    | 5      | 1      | 8      |
| 04     | Norwegen               | —    | 2      | 2      | 4      |
| 05     | Deutschland            | —    | 1      | 1      | 2      |
| 05     | Vereinigtes Königreich | —    | 1      | 1      | 2      |
| 07     | Schweden               | —    | —      | 1      | 1      |
| Gesamt | Gesamt                 | 10   | 10     | 10     | 30     |